# Oeffingen in den napoleonischen Kriegen
Die napoleonischen Kriege hatten aufgrund der Enklavensitutation des Dorfes erhebliche Auswirkungen auf Oeffingen. Das Dorf verarmte, wurde aber aus der Grundherrschaft des Domkapitels Augsburg entlassen und gelangte wieder zu Württemberg. Im Zuge von Reformen zur Abwehr napoleonischen Gedankenguts erhielten die leibeigenen Bauern die Gelegenheit, sich von ihren Verpflichtungen freizukaufen.

## Verlauf
Nachdem die französische Nationalversammlung 1791 eine Verfassung angenommen hatte, erklärte sie 1792 Österreich den Krieg. Am 15. Juli 1792 wurde erstmals eine Eskadron kaiserlicher Chevauxlegeres mit 4 Offizieren, 100 Mann und 100 Pferden sowie 187 Kanonen in Oeffingen einquartiert. Am 16. September des gleichen Jahres wurden weitere 216 Mann und 34 Pferde einquartiert. Ein kaiserliches Freikorps mit drei Offizieren, einem Fähnrich und 212 Mann auf dem Marsch von Tirol in die Niederlande folgte am 19. Oktober.
1793 versuchte Herzog Ludwig Eugen von Württemberg die Aufstellung der vom Schwäbischen Reichskreis zu erbringenden Truppen zu Gunsten einer Verständigung mit Frankreich zu verzögern. Der Quartiermeister des Schwäbischen Reichskreise bestimmte im November 1794 Oeffingen zur Depotstation des absterbenden Heiligen Römischen Reiches deutscher Nation und schonte Württemberg zu Lasten des Dorfes. Gleichzeitig wurde die 34. Transportdivision mit 4 Offizieren, 86 Mann und 202 Pferden einquartiert und ruinierte die Bauern, weil für das eigene Vieh kein Futter mehr übrig blieb. Eine weitere Fuhrwesendivision von 28 Mann mit 69 Pferden wurde im Februar 1795 einquartiert, auch 1796 wurden nochmals Truppen in Oeffingen stationiert. Am 17. Juli 1796 schloss Herzog Friedrich Eugen von Württemberg einen separaten Waffenstillstand mit Frankreich.
In der Schlacht von Cannstatt am 21. Juli 1796 siegte Frankreich gegen kaiserliche Truppen, die sich daraufhin über Schwäbisch Gmünd und Nördlingen Richtung Bayern zurückzogen. Vom 22. bis zum 24. Juli 1796 lagerten sächsische Truppen zwischen Backnang und Maubach und forderten von Oeffingen 1800 Laib Brot, bevor sie über Schwäbisch Hall und Fürth nach Sachsen zurück marschierten. Herzog Friedrich Eugen von Württemberg schloss schließlich am 7. August 1796 gegen Übernahme von hohen Kriegskontributionen einen Separatfrieden mit Frankreich. Die Reichsritterschaft des schwäbischen Reichskreises schloss sich an. Österreich hielt den Separatfrieden für verfassungswidrig und behandelte den schwäbischen Reichskreis wie einen Feind, Württemberg schob Durchzüge, Einquartierungen und Vorspannverpflichtungen von seinem Territorium auf Oeffingen ab.
Am 17. November 1799 veranlasste der Oberamtmann von Waiblingen einen Truppenoffizier der österreichischen Anspach-Kürassiere sich in Oeffingen statt in Waiblingen einzuquartieren. 1801 wurden auf dem Rückzug befindliche französische Truppen im Ort einquartiert. Gemeinde und Einwohner waren verarmt, weshalb das Domkapitel Augsburg die Rückzahlung eines Darlehens der Gemeinde von 643 Gulden übernahm. Von 1790 bis 1800 wurden dem Dorf insgesamt 9,3 t Hafer, 7,417 t Mehl und 14,588 t Heu infolge von Einquartierungen entzogen. 148-mal musste ein Zweispännerwagen und 28-mal ein Vierspännerwagen gestellt werden. Insgesamt wurden 178,650 t Güter transportiert.
1801 ermöglichte Napoléon im Frieden von Lunéville die Auflösung der geistlichen Fürstentümer, darunter auch des Hochstifts Augsburg und des Domstifts Augsburg, der Grund- und Ortsherrin von Oeffingen. Der bayrische Ministerpräsident Maximilian von Montgelas setzte mit der Säkularisation in Bayern einen Schlussstein der Territorialstaatsbildung. Aufgrund des Reichsdeputationshauptschlusses fielen Hochstift und Domstift Augsburg samt Oeffingen 1803 auch juristisch an das Königreich Bayern. 1808 kaufte Oeffingen das Schlössle dem Königreich Bayern für 1490 Gulden (Silberäquivalent 14,548 Tsd. Gramm) ab.
1809 führte Österreich wieder Krieg gegen Frankreich als beabsichtigten Auftakt einer Erhebung gegen Napoléon. Es wurden erstmals französische Truppen, 33 Offiziere, 1897 Mann mit 832 Pferden in Oeffingen einquartiert. Es waren französische Kürassiere, Husaren, leichte Kavallerie, Dragoner und Infanteristen. Zusätzlich zur Marschverpflegung, bestehend aus Fleisch und Brot, erhielten die Einquartierten 3633 kg Hafer (41 Scheffel), 2772 kg Heu (47 württembergische Zentner) und 2869 kg Stroh (59 württembergische Zentner). Für Vorspanndienste mussten nochmals 30 Wagen und 61 Pferde gestellt werden.
1810 erwarb das mittlerweile von Napoléon zum Königreich erhobene Württemberg den Marktflecken Oeffingen im Zuge einer Grenzbereinigung von Bayern. Damit gehörte Oeffingen erstmals seit 441 Jahren wieder zu Württemberg, das sich vom Lehensverband zum Flächenstaat weiterentwickelt hatte. Das Königreich seinerseits wurde später Gliedstaat des 1815 gegründeten Deutschen Bundes.
1809/1810 erlebte Oeffingen die zweite Einquartierung napoleonischer Truppen mit 33 Offizieren, 1897 Mann und 832 Pferden. Sie sollten den österreichischen Versuch einer Erhebung gegen Napoléon niederschlagen. Die Einquartierungen und die Verarmung des Dorfes hinterließen bei der Dorfbevölkerung eine tief sitzende Aversion gegen Frankreich; die Begeisterung für Napoléon als Gestalter des Fortschritts in Gesellschaft und Politik konnte die Dorfbevölkerung wegen der Hungersnöte nicht erreichen.